# Cyclocephala gravis
Cyclocephala gravis är en skalbaggsart som beskrevs av Bates 1888. Cyclocephala gravis ingår i släktet Cyclocephala och familjen Dynastidae. Inga underarter finns listade i Catalogue of Life.